# Chloramben
Chloramben oder 3-Amino-2,5-dichlor-benzoesäure ist ein Derivat der Benzoesäure und ein synthetisches Auxin.

## Synthese
Die Synthese von Chloramben geht von Benzoylchlorid aus, welches mit Chlor chloriert wird. Die Umsetzung mit Salpetersäure führt zum Nitroaromaten und die anschließende Reduktion mit Zinn und Salzsäure ergibt eine Aminogruppe und damit das Chloramben.

## Verwendung
Chloramben wird als Wirkstoff in Pflanzenschutzmitteln verwendet. Es ist ein systemisches und selektives Wuchsstoffherbizid.
Der Wirkstoff Chloramben ist in der Europäischen Union nicht für die Verwendung in Pflanzenschutzmitteln zugelassen.
In Deutschland, Österreich und der Schweiz sind keine Pflanzenschutzmittel zugelassen, die Chloramben enthalten.